# Péter Lékó
Peter Leko (Subotica, nascido em 8 de Setembro de 1979, na extinta Iugoslávia - atual Sérvia), é um grande mestre húngaro de xadrez, número 70 do mundo na lista de Setembro de 2023 pela classificação Fide (ELO 2666).